# Adolf Lichtenstein

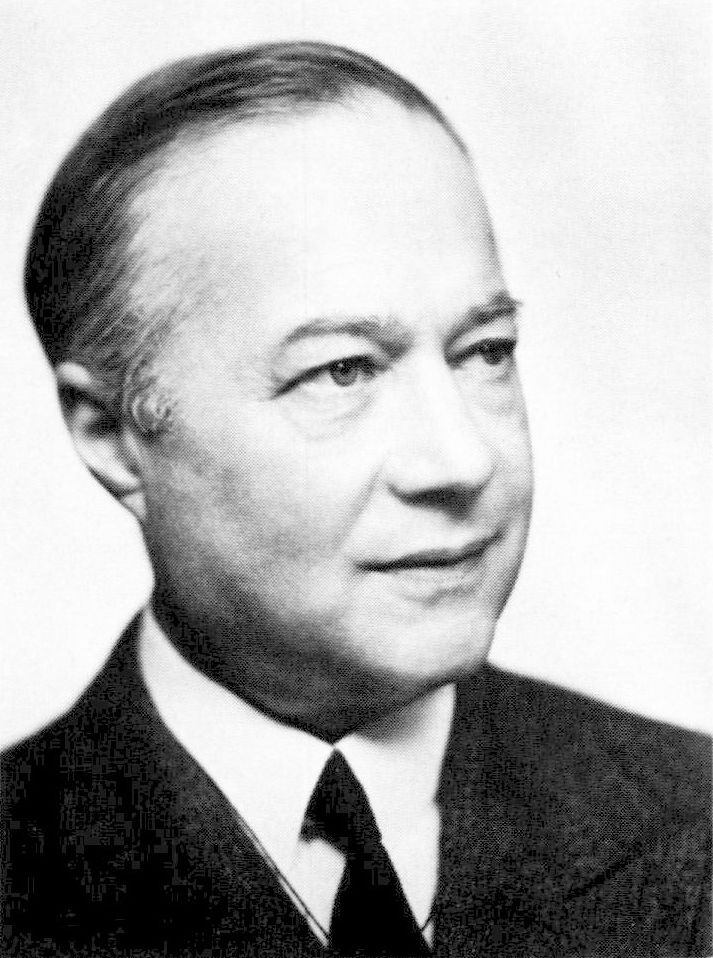
Adolf Lichtenstein

Adolf Lichtenstein, född 1 november 1884 i Stockholm, död 21 juli 1950 i Stockholm, var en svensk läkare.
Lichtenstein, som var grosshandlarson, blev medicine doktor 1917 med avhandlingen Hämatologiska studier å för tidigt födda barn, docent i pediatrik vid Karolinska institutet samma år och var överläkare vid Stockholms epidemisjukhus 1924-32. Han var professor i pediatrik vid Karolinska institutet och överläkare vid Kronprinsessan Lovisas vårdanstalt för sjuka barn från 1932. Lichtenstein har utgett en mängd vetenskapliga arbeten av huvudsakligen pediatriskt eller epidemiologiskt innehåll, liksom populärmedicinska skrifter, framför allt i barnavård.